# Чемпионат Греции по хоккею с шайбой

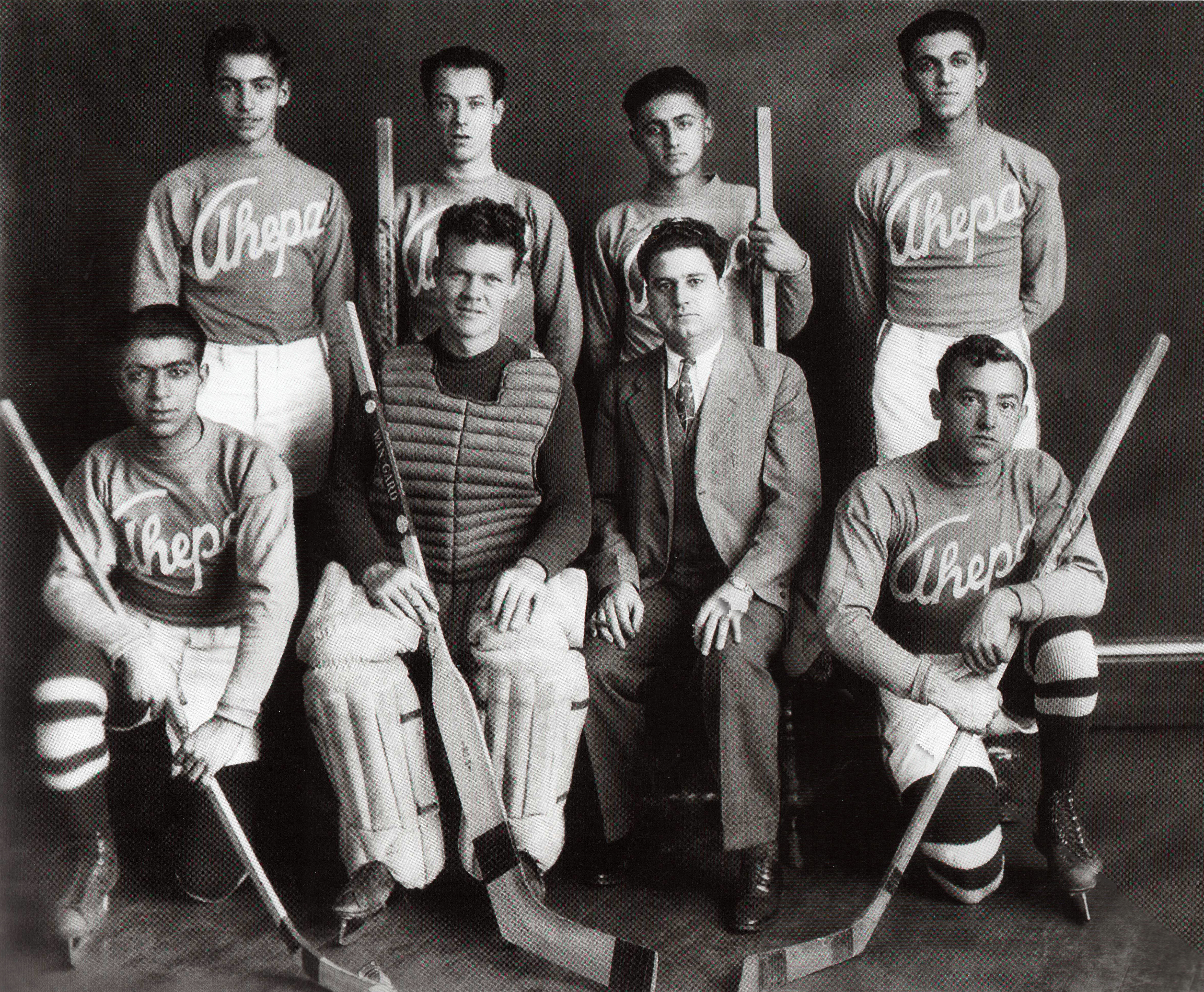
Одна из первых греческих хоккейных команд, снимок 1927 года, неизвестный фотограф

Греческая хоккейная лига (греч. Ελληνικό Πρωτάθλημα Χόκεϊ επί Πάγου) — хоккейная лига высшего уровня в Греции, основанная в 1989 году и находящаяся под контролем Греческой хоккейной ассоциации. Участниками чемпионата являются 11 клубов.

## История
Несмотря на то, что первый профессиональный хоккейный матч прошёл на территории Греции лишь в 1985 году, этот вид спорта в любительском виде набирал в стране популярность ещё с 1920-х годов благодаря студентам и представителями греческой диаспоры, приезжавшими на родину из США, Канады и Чехословакии.
Первый сезон официальной Греческой хоккейной лиги прошёл в однокруговом формате в 1989 году, чемпионом стала команда «Арис» из города Салоники, позже повторившая свой успех в 1990 и 1991 годах.
Все матчи первенства прошли на Стадионе мира и дружбы в Пирее. В период с 1994 по 1999 годы лига не действовала из-за нехватки финансирования, возобновившись лишь в 2000 году. Победителем турнира стал афинский клуб «Летающие коньки».
Согласно формату состязаний, каждый клуб проводит с соперниками 4 встречи в рамках регулярного сезона, длящегося обычно в период с мая по июнь, после чего лучшие коллективы попадают в «финал четырёх», в котором и выявляется чемпион страны.
В данный момент в стране официально зарегистрировано 100 игроков.
Прямые трансляции игр лиги не проводятся.
Последний на данный момент чемпионат состоялся в 2017 году, победу праздновал клуб «Тарандос» из Афин.